# NGC 2951/1
NGC 2951/1 је елиптична галаксија у сазвежђу Хидра која се налази на NGC листи објеката дубоког неба.
Деклинација објекта је - 0° 14' 8" а ректасцензија 9h 39m 39,8s. Привидна величина (магнитуда) објекта NGC 2951 износи 14,7 а фотографска магнитуда 15,7. NGC 29511 је још познат и под ознакама MCG 0-25-6, CGCG 7-17, PGC 1148459.